# 南極座ε
南極座ε，又名CP-81 995，HD 210967、SAO 258928、HR 8481，是南極座的一颗恒星，视星等为5.1，位于銀經310.04，銀緯-34.5，其B1900.0坐标为赤經22h 8m 49.8s，赤緯-80° -34.5′ 15″。